# Možganovina
Možganovina opisuje parenhim osrednjega živčevja in se deli na:
- belo možganovino – sestavljajo jo pretežno mielinizirani aksoni, oligodendroglijske celice in vlaknati astrociti;
- sivo možganovino – je pretežno iz perikarionov in protoplazemskih astrocitov.

Bela možganovina ima svoje ime zaradi svetlejšega videza, ki ji ga daje mielin.